# Come On Out
«Come On Out» es una canción de la banda estadounidense de rock Player, editada y publicada en 1977 por la discográfica RSO Records en Estados Unidos y por Philips Records a nivel internacional. 
Extraída del primer álbum del grupo Player y compuesto e interpretado por J.C. Crowley, el músico dio a conocer su voz a través de esta canción. Come on out es una de las 8 canciones orientadas en el adult oriented rock y el hard rock.

## Personal
- J.C. Crowley — voz principal, guitarra
- Peter Beckett — guitarra, coro
- Ronn Moss — bajo, coro
- Wayne Cook — teclado, sintetizadores
- John Friesen — batería, percusión